# Сыромятников, Владимир Сергеевич
Владимир Сергеевич Сыромятников (7 января 1933, Архангельск — 19 сентября 2006, Москва) — советский и российский учёный в области инженерных наук, основоположник космической стыковочной техники, конструктор, доктор технических наук, профессор. Лауреат Ленинской премии.
Действительный член Российской академии космонавтики, Американского Интститута по Аэронавтике и Астронавтике (1995) и Международной академии астронавтики. В мае 2006 года был избран членом-корреспондентом Российской академии наук. Владимира Сыромятникова вполне заслуженно называют «отцом отечественной космической стыковочной техники». По мнению академика Бориса Чертока:

«…без преувеличения можно говорить о „школе Сыромятникова“ — школе, которая своими стыковочными агрегатами соединяет космические сооружения России, Америки и Европы».

## Биография
Владимир Сыромятников родился в январе 1933 года в городе Архангельске.
Окончил МВТУ им. Баумана и мехмат МГУ (1956).
Молодой специалист Владимир Сыромятников весной 1956 года был направлен в ОКБ-1, которое возглавлял Сергей Королёв. Тогда и определилась дальнейшая судьба Сыромятникова как специалиста и учёного в области ракетной, а вскоре и космической электромеханики. Сравнительно рано Сыромятников оказался тесно связанным с американской астронавтикой.
Начиная с 1970-х годов, в разгар холодной войны, он, как один из самых активных участников проекта «Союз-Аполлон», начал «стыковаться» с американскими специалистами сначала на Земле, чтобы состыковать космонавтов и астронавтов на космической орбите. В эти годы Сыромятников выступал разработчиком унифицированного стыковочного узла (АПАС) для первой международной стыковки кораблей «Союз» и «Аполлон». Впоследствии, под руководством Сыромятникова были разработан и воплощён в жизнь ряд унифицированных стыковочных узлов, установленных на МКС и всех летающих к ней кораблях, в том числе на шаттлах.
Сыромятников также принимал участие в разработке ракет-носителей, первого спутника, кораблей «Восток» и «Восход», станций «Венера» и «Марс», орбитальных станций «Салют» и комплекса «Мир», ракетно-космической системы «Энергия — Буран».
В 1990 году по инициативе В. С. Сыромятникова в рамках РКК «Энергия» был образован Консорциум «Космическая регата». Консорциум основал и реализовал проект «Знамя» — серию экспериментов по первому в мире раскрытию в космосе и работе космических отражателей. Работа над проектами «Знамя» осуществлялось под техническим руководством В. С. Сыромятникова.
Автор проекта многоразового пилотируемого корабля гибридного типа, который был им запатентован.
25 мая 2006 года избран членом-корреспондентом Российской академии наук.
Профессор МГТУ имени Баумана.
Автор книг «100 рассказов о стыковке и других приключениях в космосе и на Земле». «Система стыковки космических аппаратов», «Пилотируемые космические корабли» (1984 г.), «100 рассказов о стыковке и других приключениях в космосе и на земле», «100 Stories about docking» (английское издание в переводе автора), более 170 научных статей и 120 изобретений.
Умер 19 сентября 2006 года. Похоронен на Останкинском кладбище в Москве.

## Звания и награды
- В 1996 году Указом Президента РФ № 500 от 9 апреля 1996 года за заслуги перед государством, большой вклад в подготовку и успешное осуществление первого этапа российско-американского сотрудничества в области пилотируемых космических полетов по программе «Мир — Шаттл» Сыромятников удостоен почётного звания «Заслуженный деятель науки Российской Федерации».
- В 2001 году Указом Президента РФ№ 648 от 5 июня 2001 года за большой вклад в создание и запуск служебного модуля «Звезда» по программе МКС и многолетний добросовестный труд Сыромятников награждён орденом Дружбы.
- Лауреат Ленинской премии за проект ЭПАС (Союз-Аполлон) стыковки космических кораблей СССР и США. .
- В 2008 году награждён Высшей наградой NASA Distinguished Public Service Medal за выдающийся вклад в осуществление задач космонавтики (посмертно).
- В 2009 году международная космическая организация «Ассоциация Содействия Безопасности в Космосе» учредила ежегодную награду «Безопасная конструкция» имени Владимира Сыромятникова. Награда вручается выдающимся инженерам и конструкторам, сделавшим максимальный технический вклад в разработку систем безопасности в космосе.

## Память
- 25 декабря 2008 года в Королёве состоялось торжественное открытие мемориальной доски В. С. Сыромятникову. Мемориальная доска расположена на здании школы № 1 г. Королёва, в которой с 1945 по 1950 год учился Владимир Сыромятников[3].
- 4 апреля 2011 года в здании школы № 1 г. Королёв открыт космический музей имени Владимира Сыромятникова с экспозицией, посвящённой этому выдающемуся конструктору.
- 14 октября 2011 года на французском острове Реюньон — в его столице, городе Сен-Дени, открыта площадь, которой присвоено имя выдающегося советского и российского космического конструктора Владимира Сыромятникова, и на этом месте 8 марта 2012 года установлен памятник в виде стыковочного узла, изобретателем которого был Владимир Сыромятников. Этим французский народ выразил своё благодарное отношение за вклад, который Владимир Сыромятников внёс в российско-французское космическое сотрудничество и популяризацию космонавтики на острове, где он побывал несколько раз[4].